# Баллинакорра
Баллинакорра (англ. Ballinacurra; ирл. Baile an Churraigh / Baile na Cora) — деревня в Ирландии, находится в графстве Корк (провинция Манстер).
Порт Баллинакарра был закрыт в 1962 году, после того, как было сочтён слишком дорогим из-за растущего уровня ила и грязи у входа в гавань. В настоящее время используется почти исключительно для маленьких развлекательных лодок.